# 더 킹 오브 파이터즈 XI
《더 킹 오브 파이터즈 XI》(The King of Fighters XI, 약칭 KOF XI)은 SNK 플레이모어가 제작한 2005년 아케이드 대전 격투 게임이다. 《더 킹 오브 파이터즈》 시리즈 열한 번째 작품으로, 매년마다 발매하는 것을 중지하면서 제목에 연도 대신 숫자를 붙였다. 또한 시리즈 최초로 SNK 자사 네오지오 기판에서 벗어나. 세가의 아토믹웨이브 기판으로 개발됐다.
전작 《더 킹 오브 파이터즈 2003》에서 도입했던 멀티 시프트 시스템이 더욱 발전시켜, 공격 중 캐릭터를 교체하는 퀵 시프트, 공격을 받는 중에 세이빙 시프트, 가드 중 교체하는 가드 캔슬 시프트로 나뉘어 교대 플레이를 강화시켰다. 적극적인 공격을 한 사람에게 체력 관계와 무관하게 승리를 안겨주는 저지먼트 인디케이터, 체력 근성 보정치 등 혁신적인 시스템을 도입했다. 그 외에 SNK의 다른 격투 게임 시리즈 《풍운묵시록》와 《부리키 원》의 인물들을 플레이어 캐릭터로 등장시키는 등 다양한 출연진을 선보였다.
2005년 10월 26일 오락실 전용으로 먼저 발매됐고, 2006년 6월 플레이스테이션 2로 가정용 버전이 출시됐다. PS2판의 경우 SNK가 2005년에 발매한 《네오지오 배틀 컬리시움》의 그래픽을 차용한 추가 캐릭터가 등장했다. 게임 언론에선 독창적인 게임 시스템과 호평을 했으나, 고화질 해상도에 잘 맞지 않는 2D 픽셀 그래픽은 비판적이었다.

## 줄거리
전작 《더 킹 오브 파이터즈 2003》의 최종보스 무카이가 속한 집단 '머나먼 곳에서 온 자들'에 의해 '킹 오브 파이터즈' 대회가 다시금 개최된다.

### 등장인물
《더 킹 오브 파이터즈 2003》의 출연진을 거의 그대로 유지하고 새로운 인물들이 몇 명 추가됐다. 아사미야 아테나는 시이 켄수와 모모코가 합류해 사이코 솔저 팀을 다시 이뤄 출전했으며, 주인공 팀의 경우 오스왈드가 들어왔고, 듀오론은 베니마루와 새로운 인물 엘리자베트 블랑토르쉬와 라이벌 팀을 만들었다. 전작에서 데뷔했던 가토와 그리폰 마스크는 또다른 《가로우: 마크 오브 더 울브스》 출신 B. 제니와 한 팀을 이뤘다.
조건 만족시 난입하는 중간보스로 《더 킹 오브 파이터즈 2003》의 아델하이스 번스타인 이외에 SNK의 타 격투 게임인물들이 등장하는데, 《부리키 원》의 텐도 가이와 질버, 《풍운묵시록》의 쇼 하야테와 자즈가 있다. 이들 모두 일반 플레이어 캐릭터로서 사용 가능하다.
2006년에 발매된 플레이스테이션 2 이식판에서는 《네오지오 배틀 컬리시엄》의 그래픽을 사용한 시라누이 마이, 로버트 가르시아, 후타바 호타루, 텅 푸 루, EX 쿄, 미스터 빅, 기스 하워드가 추가됐다.
| 주인공 팀                                                 | 아랑전설 팀                                          | 용호의 권 팀                                                                                                   | 이카리 워리어즈 팀                                                                                             |
| --------------------------------------------------------- | ---------------------------------------------------- | --- | --- |
| - 애쉬 크림슨 - 오스왈드 - 쉔 우                          | - 테리 보가드 - 김갑환 - 덕 킹                       | - 료 사카자키 - 킹 - 유리 사카자키                                                                             | - 클락 스틸 - 랄프 존스 - 윕                                                                                   |
| 마크 오브 더 울브스 팀                                    | 라이벌 팀                                            | 에이전트 팀 | 사이코 솔저 팀                                                                                                 |
| - 가토 - B. 제니 - 그리폰 마스크                          | - 니카이도 베니마루 - 듀오론 - 엘리자베트 블랑토르쉬 | - 바네사 - 블루 마리 - 라몬                                                                                    | - 아사미야 아테나 - 시이 켄수 - 모모코                                                                         |
| K' 팀                                                     | 쿠사나기-야가미 팀                                   | 안티 극한류 팀                                                                                                 | 난입 인물 |
| - K' - 맥시마 - 쿨라 다이아몬드                           | - 쿠사나기 쿄 - 야가미 이오리 - 야부키 신고          | - 키사라기 에이지 - 토도 카스미 - 마린                                                                         | - 아델하이드 번스타인 - 쇼 하야테 - 질버 - 텐도 가이 - 자즈                                                    |
| 보스                                                      | 보스                                                 | 플레이스테이션 2 추가                                                                                          | 플레이스테이션 2 추가                                                                                          |
| - 시온 - 마가키                                           | - 시온 - 마가키                                      | \| - EX 쿠사나기 쿄 - 시라누이 마이 - 텅푸루 - 후타바 호타루 \| - 기스 하워드 - 로버트 가르시아 - 미스터 빅 \| | \| - EX 쿠사나기 쿄 - 시라누이 마이 - 텅푸루 - 후타바 호타루 \| - 기스 하워드 - 로버트 가르시아 - 미스터 빅 \| |
| - EX 쿠사나기 쿄 - 시라누이 마이 - 텅푸루 - 후타바 호타루 | - 기스 하워드 - 로버트 가르시아 - 미스터 빅          | | |

## 개발 및 발매
처음에는 《더 킹 오브 파이터즈 2003》 이후 다음 본편 게임으로 예정됐던 《더 킹 오브 파이터즈 2004》가 개발되고 있었으나, 사미 코퍼레이션과 계약을 채결해 기존에 사용하던 네오지오 대신 사미의 아케이드 기판으로 제작을 하게 되면서 해당 작품은 2004년 가을에 개발이 취소됐다. 시리즈 최초로 제목에 연도 대신 로마숫자를 사용하게 된 《더 킹 오브 파이터즈 XI》의 제작은 2005년 SNK가 《네오지오 배틀 컬리시엄》을 제작 완료한 직후 시작됐으며, 사미의 하드웨어 아토미스웨이브로 개발됐다.